# Johann Miksch
Johann Miksch   (Jiřetín pod Jedlovou, 19 de juliol de 1765 - Dresden, 24 de setembre de 1845) va ser un cantant bohemi (tenor) i professor de cant.

## Biografia
El 1778 Miksch va venir al Kapellknabeninstitut catòlic de Dresden, on va rebre lliçons de cant i diversos instruments, després va estudiar composició sota el director de Schuster i poc després (1783) va trobar feina amb la música de l'església de la cort catòlica com a baríton. El 1786 es va convertir en cantant cerimonial a l'Església de la Cort Catòlica.
Després de la seva malaltia de veu per una formació de veu incorrecta, va prendre lliçons de cant del cantant i castrat de l'església Vincenzo Caselli. Inspirat en això, ara es va dedicar exclusivament a l'estudi del cant d'art i, sota la direcció de Caselli, alumne de l'escola bolonyesa de Bernacchi, es va sentir molt bé amb el mètode seguit.
Els anys 1799-1801 va cantar a l'Òpera italiana de Dresden, però a partir del 1801 va treballar al Kapellknaben, on va ser nomenat instructor, i principalment com a professor de cant.
El 1820, per encàrrec de Carl Maria von Weber, es va convertir en el director de cor de l'òpera alemanya al teatre de la cort de Dresden sota Weber i el 1824 també va ser custodi de la col·lecció musical (privada) real. El 1831 fou retirat.
Miksch té el mèrit d'haver conservat les tradicions del cant d'art italià més antic a Alemanya. També deu la seva gran reputació com a professor de cant a nombrosos estudiants, entre ells Johann Gottfried Bergmann, el posterior professor de cant Ferdinand Sieber i els cantants Wilhelmine Schröder-Devrient i Agnese Schebest. Va ser membre de la lògia dels francmaçons de Dresden anomenada tres homes armats i amics de veritat.